# ورخنیایا تورا
شهر ورخنیایا تورا (به روسی: Верхняя Тура) در کشور روسیه و در اوبلاست سوردلوفسک واقع شده‌است.